# Patelisio Punou-Ki-Hihifo Finau
Patelisio Punou-Ki-Hihifo Finau SM (ur. 15 marca 1934 w Maʻufandze, zm. 4 października 1993 w Nukuʻalofie) – tongijski duchowny rzymskokatolicki, marista, biskup tongijski, pierwszy biskup pochodzący z Tonga.

## Biografia
Patelisio Punou-Ki-Hihifo Finau urodził się 15 marca 1934 w Maʻufandze na Tonga. 21 lipca 1959 otrzymał święcenia prezbiteriatu i został kapłanem Towarzystwa Maryi (marystów).
15 października 1971 papież Paweł VI mianował go koadiutorem biskupa tongijskiego Johna Rodgersa oraz biskupem tytularnym Aurusuliany. 13 lutego 1972 w Rzymie przyjął sakrę biskupią z rąk Pawła VI. Współkonsekratorami byli arcybiskup utrechcki kard. Bernardus Johannes Alfrink oraz arcybiskup Armaghu kard. William Conway.
7 kwietnia 1972 Nowozelandczyk bp Rodgers zrzekł się biskupstwa tongijskiego. Tym samym diecezję objął bp Finau.
Bp Finau w latach 1978-1982 był przewodniczącym Konferencji Episkopatu Pacyfiku. Zmarł w Nukuʻalofie 4 października 1993.